# Polnische Eishockeyliga 1926/27
Die Saison 1926/27 war die erste Austragung der polnischen Eishockeymeisterschaft. Meister wurde zum ersten Mal in der Vereinsgeschichte überhaupt AZS Warszawa.

## Modus
Die drei besten Mannschaften Polens qualifizierten sich für das Finalturnier. Der Erstplatzierte des Finalturniers wurde Meister. Für einen Sieg erhielt jede Mannschaft zwei Punkte, bei einem Unentschieden gab es einen Punkt und bei einer Niederlage null Punkte.

## Qualifikation
- KS Cracovia – Pogoń Lwów 0:3

## Finalturnier
|    | Klub         | Sp | S | U | N | Tore | Punkte |
| -- | ------------ | -- | - | - | - | ---- | ------ |
| 1. | AZS Warszawa | 2  | 2 | 0 | 0 | 22:0 | 4      |
| 2. | WTL Warszawa | 2  | 1 | 0 | 1 | 5:8  | 2      |
| 3. | Pogoń Lwów   | 2  | 0 | 0 | 2 | 1:20 | 0      |

Sp = Spiele, S = Siege, U = unentschieden, N = Niederlagen, OTS = Overtime-Siege, OTN = Overtime-Niederlage, SOS = Penalty-Siege, SON = Penalty-Niederlage